# Пиллон, Джузеппе
Джузеппе Пиллон  (итал. Giuseppe Pillon; род. 8 февраля 1956, Преганцьоль, Венеция) — итальянский футболист и футбольный тренер. В качестве тренера работает преимущественно с клубами итальянской Серии B.

## Карьера

### Футболиста
Джузеппе Пиллон является воспитанником «Ювентуса». Однако попасть в основной состав «Старой синьоры» ему не удалось. Большую часть своей карьеры полузащитник был вынужден провести в клубах Серии С1 и С2.

### Тренера
Став наставников, Пиллон добился успехов с «Тревизо». Всего за три года он прошёл путь с командой от Серии D до Серии B. За такой рывок тренер получил Серебряную скамью.
Затем специалист работал с рядом команд Серии B, пока в 2005 году не получил предложения возглавить «Кьево». Уже в дебютный сезон «летающие ослы» под руководством Пиллона заняли небывало высокое седьмое место Серии A, которое после коррупционного скандала Кальчополи превратилось в четвёртое, дающее право выступить в Лиге чемпионов. Однако следующий сезон у Пиллона у руля «Кьево» не заладился. В квалификации Лиги чемпионов команду выбил болгарский «Левски» (0:2, 2:2), и после неудачного старта тренер уступил своё место в клубе Луиджи Дельнери.
В декабре 2008 года специалист вернулся в Серию А, сменив Невио Орланди на посту наставника «Реджины». Однако главным тренером команды он пробыл всего четыре тура. В них она набрала всего одно очко, и Пиллон был заменен на всё того же Орланди.
В 2010 году специалист возглавил «Ливорно», но вернуть клуб в элиту он не смог. Затем Пиллон работал с несколькими клубами Серии B. В апреле 2018 года он сменил Зденека Земана у руля «Пескары».

## Достижения
- Награда «Серебряная скамья» (1): 1997